# تومي غراي
تومي غراي (بالإنجليزية: Tommy Gray)‏ (1 يناير 1913 باسكتلندا في المملكة المتحدة - 1 يناير 1992) هو مدرب كرة قدم ولاعب كرة قدم بريطاني (وحمل سابقاً جنسية المملكة المتحدة لبريطانيا العظمى وأيرلندا) في مركز قلب الدفاع. لعب مع نادي دندي ونادي اربوراث.